# 藤原山人
藤原 山人（ふじわら の やまひと）は、平安時代初期の貴族。藤原式家、中納言・藤原種継の子。官位は正五位下・刑部卿（一説に刑部大輔）。

## 経歴
従五位下に叙爵後、延暦23年（804年）に越中権介を務める。
平城朝では、大同元年（806年）主馬権助、大同3年（808年）雅楽頭と京官を歴任し、同年11月には従五位上に昇叙されると共に、伊予守を兼ねる。弘仁元年（810年）9月に発生した薬子の変の最中に、駿河守として地方官に転じた。
嵯峨朝での昇叙はなかったが、淳和朝の天長4年（827年）に19年ぶりに昇叙されて正五位下に至る。

## 官歴
『日本後紀』による。
- 時期不詳：従五位下
- 延暦23年（804年） 正月24日：越中権介
- 大同元年（806年） 4月18日：主馬権助
- 大同3年（808年） 5月28日：雅楽頭。11月17日：従五位上。11月27日：兼伊予守
- 弘仁元年（810年） 9月10日：駿河守
- 天長4年（827年） 正月21日：正五位下

## 系譜
『尊卑分脈』による。
- 父：藤原種継
- 母：山口中宗の娘
- 妻：菅野真道の娘
  - 男子：藤原菅雄 - 民部大輔正五位下
- 生母不明
  - 男子：藤原行雄
  - 男子：藤原長常